# Unforgiven (2002)
Unforgiven (2002) foi um evento de luta profissional em formato pay-per-view produzido pela WWE e patrocinado pela Castrol que ocorreu em 22 de setembro de 2002, no Staples Center em Los Angeles, Califórnia. Este foi o quarto evento da cronologia do Unforgiven e o décimo pay-per-view de 2002 no calendário da WWE. Contou com a participação dos lutadores dos programas Raw e SmackDown!.

## Resultados
| No.                            | Resultados | Estipulação                                            | Tempo |
| ------------------------------ | --- | ------------------------------------------------------ | ----- |
| Sunday Night Heat              | Rey Mysterio derrotou Chavo Guerrero                                                                                  | Luta individual                                        | 08:58 |
| 1                              | Kane, Goldust, Booker T e Bubba Ray Dudley derrotaram The Un-Americans (Lance Storm, Christian, William Regal e Test) | Luta de quartetos de eliminação                        | 08:58 |
| 2                              | Chris Jericho (c) derrotou Ric Flair por submissão                                                                    | Luta individual pelo WWE Intercontinental Championship | 06:16 |
| 3                              | Eddie Guerrero derrotou Edge                                                                                          | Luta individual                                        | 11:55 |
| 4                              | 3-Minute Warning (Rosey e Jamal) (com Rico) derrotou Billy & Chuck (Billy Gunn e Chuck Palumbo)                       | Luta de duplas                                         | 06:38 |
| 5                              | Triple H (c) derrotou Rob Van Dam                                                                                     | Luta individual pelo World Heavyweight Championship    | 18:20 |
| 6                              | Trish Stratus derrotou Molly Holly (c)                                                                                | Luta individual pelo WWE Women's Championship          | 05:46 |
| 7                              | Chris Benoit derrotou Kurt Angle                                                                                      | Luta individual                                        | 13:55 |
| 8                              | Brock Lesnar (c) (com Paul Heyman) vs. The Undertaker acabou em dupla desqualificação                                 | Luta individual pelo WWE Championship                  | 20:27 |
| (c) – Campeão(s) antes da luta | |                                                        |       |